# Distrito de Pontarlier
El distrito de Pontarlier es un distrito (en francés arrondissement) de Francia, que se localiza en el departamento de Doubs, de la región de Franco Condado (en francés Franche-Comté). Cuenta con 5 cantones y 85 comunas.

## División territorial

### Cantones
Los cantones del distrito de Pontarlier son:
1. Cantón de Levier
2. Cantón de Montbenoît
3. Cantón de Morteau
4. Cantón de Mouthe
5. Cantón de Pontarlier

### Comunas
| 1. Les Alliés (25012)              | 2. Arc-sous-Cicon (25025)         | 3. Arc-sous-Montenot (25026)           | 4. Arçon (25024)                       |
| 5. Aubonne (25029)                 | 6. Bannans (25041)                | 7. Bians-les-Usiers (25060)            | 8. Bonnevaux (25075)                   |
| 9. Boujailles (25079)              | 10. Bouverans (25085)             | 11. Brey-et-Maison-du-Bois (25096)     | 12. Bugny (25099)                      |
| 13. Bulle (25100)                  | 14. Chaffois (25110)              | 15. Chapelle-d'Huin (25122)            | 16. Chapelle-des-Bois (25121)          |
| 17. La Chaux (25139)               | 18. Chaux-Neuve (25142)           | 19. Châtelblanc (25131)                | 20. La Cluse-et-Mijoux (25157)         |
| 21. Les Combes (25160)             | 22. Courvières (25176)            | 23. Le Crouzet (25179)                 | 24. Dommartin (25201)                  |
| 25. Dompierre-les-Tilleuls (25202) | 26. Doubs (25204)                 | 27. Les Fins (25240)                   | 28. Fourcatier-et-Maison-Neuve (25252) |
| 29. Les Fourgs (25254)             | 30. Frasne (25259)                | 31. Gellin (25263)                     | 32. Gilley (25271)                     |
| 33. Goux-les-Usiers (25282)        | 34. Grand'Combe-Châteleu (25285)  | 35. Granges-Narboz (25293)             | 36. Les Grangettes (25295)             |
| 37. Les Gras (25296)               | 38. Hauterive-la-Fresse (25303)   | 39. Houtaud (25309)                    | 40. Les Hôpitaux-Neufs (25307)         |
| 41. Les Hôpitaux-Vieux (25308)     | 42. Jougne (25318)                | 43. Labergement-Sainte-Marie (25320)   | 44. Levier (25334)                     |
| 45. La Longeville (25347)          | 46. Longevilles-Mont-d'Or (25348) | 47. Maisons-du-Bois-Lièvremont (25357) | 48. Malbuisson (25361)                 |
| 49. Malpas (25362)                 | 50. Montbenoît (25390)            | 51. Montflovin (25398)                 | 52. Montlebon (25403)                  |
| 53. Montperreux (25405)            | 54. Morteau (25411)               | 55. Mouthe (25413)                     | 56. Métabief (25380)                   |
| 57. Ouhans (25440)                 | 58. Oye-et-Pallet (25442)         | 59. Petite-Chaux (25451)               | 60. La Planée (25459)                  |
| 61. Pontarlier (25462)             | 62. Les Pontets (25464)           | 63. Reculfoz (25483)                   | 64. Remoray-Boujeons (25486)           |
| 65. Renédale (25487)               | 66. La Rivière-Drugeon (25493)    | 67. Rochejean (25494)                  | 68. Rondefontaine (25501)              |
| 69. Saint-Antoine (25514)          | 70. Saint-Gorgon-Main (25517)     | 71. Saint-Point-Lac (25525)            | 72. Sainte-Colombe (25515)             |
| 73. Sarrageois (25534)             | 74. Septfontaines (25541)         | 75. Sombacour (25549)                  | 76. Touillon-et-Loutelet (25565)       |
| 77. Vaux-et-Chantegrue (25592)     | 78. Verrières-de-Joux (25609)     | 79. Ville-du-Pont (25620)              | 80. Les Villedieu (25619)              |
| 81. Villeneuve-d'Amont (25621)     | 82. Villers-le-Lac (25321)        | 83. Villers-sous-Chalamont (25627)     | 84. Vuillecin (25634)                  |
| 85. Évillers (25229)               |                                   |                                        |                                        |